# 森本晴香
森本 晴香（もりもと はるか、1989年2月5日 - ）は、徳島県在住のフリーアナウンサー、実業家。株式会社 office SERENO（オフィスセレーノ）代表取締役。広島県廿日市市出身。中国・四国地方を拠点に活動している。2019年からフリーアナウンサーに転身し、テレビやラジオのレギュラー番組やCMなどに出演している。

## 来歴・人物
- 広島県廿日市市出身。生まれは、徳島県。広島県、岡山県で育つ[3]。
- 広島修道大学人文学部英語英文学科卒業。
- 2011年4月、新潟放送に入社。2012年3月末、同局を退社。
- 2012年4月、広島ホームテレビに入社。2014年3月末、同局を退社。
- 2014年4月、四国放送に入社。2017年3月末、同局を退社。
- 2017年4月、南海放送に入社。2018年12月末、同局を退社。
- 2018年12月21日、結婚を発表[4]。
- 2019年2月5日、婚姻届を提出[5]。
- 2019年から徳島と愛媛などを拠点にフリーアナウンサーとして活動。
- 2019年4月、「Announce Office SERENO（アナウンスオフィスセレーノ）」を創業し、代表に就任。
- 2022年10月、Announce Office SERENOを「株式会社 Office SERENO」として法人化する[6][7][8]。
- 身長は、157cm。
- 星座は、水瓶座。
- 趣味は、愛犬との散歩、海外ドラマ、旅行。
- 特技は、素潜り、飯盒炊飯、編み物。
- 好きな物は、楽しい事大好き!お祭り娘。
- 広島ホームテレビ時代に「勝ちグセ娘」として活動した[2]。

## 現在の担当番組

### フリーアナウンサー
テレビ
- ゴジカル!（2019年4月 - 、四国放送）毎週木曜コーナー「JA共済 Presents 笑味ちゃん通信」
- 海と日本プロジェクト（四国放送）リポーター
- 松山の「働く」が変わる時!（南海放送 毎週日曜）ナレーション

ラジオ
- T-Joint（FM徳島）月曜DJ

## 過去の担当番組

### 新潟放送

#### テレビ
- BSN水曜見ナイト Jスタ新潟 森本晴香のenjoy!新生活
- BSN NEWS

#### ラジオ
- フラっとフライデー
- 新潟日報ニュース

### 広島ホームテレビ
- HOME Jステーション（月 - 金）
- ワイド!スクランブル（月 - 金）ローカルニュース
- HOME NEWS（月 - 金）
- あした記念日
- ANNスーパーJチャンネル（土・日）
- ANN NEWS&SPORTS（土・日）
- 大窪シゲキの9ジラジ（広島FM）

### 四国放送

#### テレビ
- とくしまマラソン（2014年4月20日、2015年3月22日）
- 24時間テレビ 「愛は地球を救う」（2014年8月30日 - 8月31日、2015年8月22日 - 8月23日）
- ゴジカル!（2014年 - 2017年3月22日、月曜日・火曜日・水曜日）
- 情報ナイト
- ヒルとく情報
- くらしの情報
- ZIP!徳島ローカルパート
- 徳島新聞ニュース

#### ラジオ
- バンリク（2014年4月 - 2017年3月）※2014年4月から2015年3月まで月曜日担当、2015年4月から2017年3月まで水曜日担当。

### 南海放送

#### テレビ
- News Ch.4（2017年4月3日 - 2018年12月、月 - 水曜の16時台ニュース･投稿!Movie Cast･Ch.Weatherを担当）
- ヒ・ト・ミ目線（2018年12月21日）
- なんかいNEWS・なんかいNEWSファイナル

#### ラジオ
- 世代間ギャップ体感バラエティ ゆとりの逆襲（2018年6月12日）
- 中四国ライブネット
  - 春うらら 運転手はJ太郎!（2018年3月18日）
  - 日本農業遺産を目指して もっと知りたい みかんのコト（2018年11月11日）
- 愛媛新聞ニュース